# Parafia Niepokalanego Serca Najświętszej Maryi Panny w Mołodyczu
Parafia Niepokalanego Serca Najświętszej Maryi Panny w Mołodyczu − parafia rzymskokatolicka znajdująca się w archidiecezji przemyskiej, w dekanacie Sieniawa.

## Historia
22 października 1912 roku w Mołodyczu-Grobli została poświęcona ochronka ufundowana przez Czartoryskich. 8 listopada 1913 roku poświęcono kaplicę przy ochronce, która była obsługiwana przez duchownych z Radawy.
W latach 1915–1921 w ochronce mieszkali proboszczowie po spaleniu się kościoła w Radawie. W latach 1922–1925 obok ochronki zbudowano drewniany kościół pw. Najświętszego Serca Pana Jezusa. W latach 1922–1923 ochronkę jako expozyturę obsługiwali: ks. Józef Czerkies z Zapałowa i ks. Henryk Domino z Radawy. 10 czerwca 1926 roku kościół został poświęcony przez bpa Anatola Nowaka. 
13 kwietnia 1945 roku podczas walk polsko-ukraińskich kościół został spalony. Po wojnie parafianie od władz polskich, w zamian za były kościół, otrzymali opuszczoną cerkiew w Mołodyczu–Kupinie. W 1963 roku udaremniona została budowa nowego kościoła. W 1972 roku wyremontowany kościół (dawna cerkiew) został poświęcony przez bpa Ignacego Tokarczuka. 28 maja 1987 roku poświęcono kaplicę pw. Matki Kościoła, którą zbudowano przy plebanii w Mołodyczu–Grobli.
W listopadzie 2002 roku w Mołodyczu–Grobli w pobliżu dawnego kościoła rozpoczęto budowę murowanego kościoła pw. Niepokalanego Serca Najświętszej Maryi Panny, a 24 września 2004 roku odbyła się jego konsekracja, której dokonał abp Józef Michalik. W 2009 roku w drewnianym kościele przeprowadzono generalny remont.
Na terenie parafii jest 600 wiernych (w tym: Mołodycz – 435, Wola Mołodycka – 165).
Proboszczowie parafii:
1924–1936. ks. Franciszek Reising.
1936–1942. ks. Marcin Stec.
1942–1945. ks. Zbigniew Chimiak.
1946–1947. ks. Stanisław Zborowski (administrator excurrendo z Wiązownicy).
1948. ks. Kazimierz Kret (administrator excurrendo z Radawy).
1948–?. ks. Eugeniusz Raczkowski (administrator excurrendo z Radawy).
1952–1964. ks. Władysław Świstowicz (administrator).
1964–1970. ks. Jan Kocur.
1970–1972. ks. Edward Pocałuń.
1972–1988. ks. Józef Marek.
1988–?. ks. Henryk Franków.
?–2013. ks. Jerzy Kopeć.
2013– nadal ks. Andrzej Kuzio.